# Сергиј Стаховски
Сергиј Стаховски (укр. Сергій Стаховський; Кијев, 6. јануар 1986) је украјински тенисер. Најбољи пласман на АТП листи му је 31. место у појединачној конкуренцији, а 33. у конкуренцији парова.

## Каријера
Професионалну каријеру је почео 2003. године. Од јуниорских резулата истиче му се финале УС Опена, где је изгубио од Ендија Марија. Интересантно је да у јуниорској конкуренцији има победу над Новаком Ђоковићем, у Луксембургу 2002.
Своју прву АТП титулу освојио је у Загребу 2008, као 201. играч света и као играч који је као срећни губитник, одустајањем Лодре, ушао у главни жреб. На путу до финала победио је 2. носиоца, Иву Карловића, 8. носиоца Јанка Типсаревића и у финалу и 1. носиоца Ивана Љубичића. Четврти је тенисер у историји којем је пошло за руком да као срећни губитник освоји турнир.
Највећу победу је остварио на Вимблдону 2013. победивши некадашњег првог тенисера света Роџера Федерера са 3:1, истовремено је прекинуо низ Федерера од 36 узастопних четвртфинала на Грен слем турнирима.
До сад је освојио по четири АТП турнира у обе конкуренције.

## АТП финала

### Појединачно: 4 (4:0)
| Легенда                        |
| ------------------------------ |
| Гренд слем турнири (0:0)       |
| Завршно првенство сезоне (0:0) |
| АТП мастерс 1000 (0:0)         |
| АТП 500 (0:0)                  |
| АТП 250 (4:0)                  |

| Финала по подлози |
| ----------------- |
| Тврда (3:0)       |
| Шљака (0:0)       |
| Трава (1:0)       |

| Финала по локацији |
| ------------------ |
| Отворено (2:0)     |
| Дворана (2:0)      |

| Исход    | Бр. | Датум             | Турнир                  | Подлога   | Противник        | Резултат                 |
| -------- | --- | ----------------- | ----------------------- | --------- | ---------------- | ------------------------ |
| Победник | 1.  | 1. март 2008.     | Загреб, Хрватска        | Тврда (д) | Иван Љубичић     | 7:5, 6:4                 |
| Победник | 2.  | 1. новембар 2009. | Санкт Петербург, Русија | Тврда (д) | Орасио Зебаљос   | 2:6, 7:6(10:8), 7:6(9:7) |
| Победник | 3.  | 19. јун 2010.     | Хертогенбос, Холандија  | Трава     | Јанко Типсаревић | 6:3, 6:0                 |
| Победник | 4.  | 29. август 2010.  | Њу Хејвен, САД          | Тврда     | Денис Истомин    | 3:6, 6:3, 6:4            |

### Парови: 4 (4:0)
| Легенда                        |
| ------------------------------ |
| Гренд слем турнири (0:0)       |
| Завршно првенство сезоне (0:0) |
| АТП мастерс 1000 (0:0)         |
| АТП 500 (1:0)                  |
| АТП 250 (3:0)                  |

| Финала по подлози |
| ----------------- |
| Тврда (2:0)       |
| Шљака (0:0)       |
| Трава (2:0)       |

| Финала по локацији |
| ------------------ |
| Отворено (3:0)     |
| Дворана (1:0)      |

| Исход    | Бр. | Датум             | Турнир         | Подлога   | Партнер          | Противници                        | Резултат                 |
| -------- | --- | ----------------- | -------------- | --------- | ---------------- | --------------------------------- | ------------------------ |
| Победник | 1.  | 11. октобар 2008. | Москва, Русија | Тврда (д) | Потито Стараче   | Стивен Хас Рос Хачинс             | 7:6(7:4), 2:6, [10:6]    |
| Победник | 2.  | 13. јун 2010.     | Хале, Немачка  | Трава     | Михаил Јужни     | Мартин Дам Филип Полашек          | 4:6, 7:5, [10:7]         |
| Победник | 3.  | 26. фебруар 2011. | Дубаи, УАЕ     | Тврда     | Михаил Јужни     | Жереми Шарди Фелисијано Лопез     | 4:6, 6:3, [10:3]         |
| Победник | 4.  | 21. јул 2019.     | Њупорт, САД    | Трава     | Марсел Гранољерс | Марсело Аревало Мигел Анхел Рејес | 6:7(10:12), 6:4, [13:11] |